# Bicciolano
Il bicciolano (biciolan in piemontese) è un biscotto tipico vercellese caratterizzato dalla presenza di una miscela di spezie varie. È incluso tra i prodotti agroalimentari tradizionali piemontesi (cod. 262).
Lo stesso nome di Bicciolano è anche la maschera tradizionale del carnevale vercellese.

## Composizione
La ricetta dei bicciolani risale ai primi anni del 1800, periodo in cui Carlo Provinciale inventò dei biscotti di pasta frolla aromatizzati con una miscela di spezie.
Ingredienti:
- farina bianca 00
- fecola di patate
- burro
- zucchero
- uova
- spezie (diverse da versione a versione)

## Abbinamenti consigliati
È un biscotto che si presta ad essere consumato in meditazione, a fine pasto. L'intensa fragranza che sprigiona lo assimila ad un prodotto di piccola pasticceria. Tra i vari vini che si possono abbinare ai bicciolani è possibile citare:
- Alta Langa spumante rosato, vino che ben freddo, ad una temperatura di 9 °C, si accompagna a dolci da forno e a dolci a pasta lievitata.[6]
- Monferrato Chiaretto (o Ciaret): vino da dessert.
- Moscato d'Asti[7]

I bicciolani sono inoltre un ottimo accompagnamento al tè.